# Linea principale Sōbu
La Linea Principale Sōbu (総武本線?, Sōbu-honsen), chiamata comunemente Linea Sōbu, è una linea ferroviaria giapponese a scartamento ridotto che collega Tokyo con la parte orientale della prefettura di Chiba, passando per le città di Funabashi, Narashino, Chiba e Chōshi. Il nome deriva da quello delle vecchie province di Musashi (武蔵国), Shimōsa (下総国) e Kazusa (上総国). Il colore ufficiale è il giallo.

## Caratteristiche
L'aspetto della linea si divide nelle sezioni a est e ovest di Chiba. A ovest la linea ha una grande importanza per i pendolari diretti a Tokyo ed è normalmente chiamata semplicemente linea Sōbu (総武線?, Sōbu-sen), senza l'aggettivo "principale". Seguono le caratteristiche tecniche:
- Distanze:
  - Tokyo - Chōshi: 120.5 km
  - Kinshichō - Ochanomizu: 4.3 km
  - Shin-Koiwa - Ramo merci Etchūjima: 11.7 km
  - Shin-Koiwa - Kanamachi (linea merci Shinkane): 8.9 km
- Elettrificazione: 1500 V CC a eccezione del ramo merci Etchūjima
- Binari
  - Quadruplicamento: Kinshichō - Chiba
  - Raddoppio: Tokyo - Kinshichō, Kinshichō - Ochanomizu, Chiba - Sakura
  - Singolo: Sakura - Chōshi, Shin-Koiwa - Etchūjima Freight, Shin-Koiwa - Kanamachi

## Storia

### Costruzione privata
Inizialmente la linea venne costruita dalla compagnia privata Ferrovia Sōbu (総武鉄道?, Sōbu Tetsudō). Venne aperta il 20 luglio 1984 fra le stazioni di Ichikawa e Sakura, e poi estesa a Tokyo. Nel dicembre dello stesso anno venne apertala stazione di Honjo (本所? l'attuale Kinshichō) e, nel 1904, a est del fiume Sumida venne inaugurata la stazione di Ryōgokubashi (両国橋?) (l'attuale Ryōgoku), che divenne la stazione di termine della ferrovia. Per proseguire oltre verso la stazione di Tokyo era necessario continuare con tram o navi. Dall'altra parte, oltre Sahara, la linea raggiunse l'altro termine di Chōshi nel 1897.

### Nazionalizzazione
La linea venne nazionalizzata nel 1907 e raddoppiata nel tratto fra Ryōgokubashi e Chiba l'anno seguente. Il predecessore delle Ferrovie Nazionali Giapponesi (JNR) iniziò il collegamento fra la linea e le altre ferrovie del centro di Tokyo, e nel 1932 la linea venne estesa da Ryōgokubashi a Ochanomizu com un servizio frequente di elettrotreni. Nel 1935 venne completata l'elettrificazione fino a Chiba e i treni locali da allora iniziarono anche a percorrere la linea principale Chūō. A eccezione di pochi treni, all'epoca non era ancora in esercizio il servizio rapido, e i passeggeri dovevano quindi utilizzare i treni locali o quelli delle linee concorrenti delle Ferrovie Keisei.

### Bombardamenti su Tokyo
I bombardamenti di Tokyo del 10 marzo 1945 causarono un numero stimato di 70-100.000 vittime, e distrussero diverse stazioni della ferrovia. Durante gli ultimi giorni della seconda guerra mondiale nel 1945, l'esercito imperiale giapponese riteneva che l'esercito americano stesse preparando uno sbarco, chiamato "Operation Coronet", e trasferì le truppe lungo la linea.

### Treni a vapore
Fra Chiba e Chōshi, nella zona rurale della prefettura di Chiba, vennero usati fino a tempi relativamente recenti treni a vapore. I principali prodotti trasportati via merci da Chōshi erano pesce e salsa di soia. Fino al 1958, la JNR non avvià alcun servizio di collegamento rapido o espresso da Ryōgoku a Chōshi, vista la relativa vicinanza con Tokyo. A partire dagli anni '50 comunque vennero avviati alcuni treni turistici verso le località balneari a est.

### Operazione "Cinque destinazioni"
Negli anni '60 le JNR iniziarono l'Operazione "Cinque destinazioni" (五方面作戦?, Go Hōmen Sakusen) per migliorare l'appetibilità della ferrovia per i pendolari, e iniziarono a pensare a una nuova linea che si collegasse con la stazione di Tokyo. Nel 1972 venne inaugurata una linea ferroviaria sotterranea da Tokyo a Kinshichō, e venne completato il quadruplicamento dei binari fino a Tsudanuma. La linea passò sotto il controllo della East Japan Railway Company (JR East) nel 1987, con la privatizzazione delle ferrovie La parallela linea Keiyō fu aperta in seguito nel 1990.

### Ulteriore elettrificazione
A est di Chiba l'elettrificazione raggiunse Chōshi nel 1974 e fu inaugurato l'espresso limitato Shiosai da Tokyo a partire dall'anno seguente. Nel 1986 terminarono i treni merci da Chōshi, e nel 1988 i treni passeggeri cessarono di utilizzare i binari tronchi della stazione di Ryōgoku. Con l'apertura della linea per l'Aeroporto di Narita nel 1991 la linea fu utilizzata anche dai treni Narita Express e da allora, con l'elevata urbanizzazione di Chiba, la linea divenne di notevole importanza per gli spostamenti dei pendolari di Tokyo.

## Servizi
I treni locali percorrono la linea da Ochanomizu a Chiba e il servizio è chiamato linea Chūō-Sōbu (中央・総武線?) o linea Sōbu locale (総武緩行線?, Sōbu-Kankō). I treni rapidi operano anche dalla stazione di Tokyo fino a Chiba e utilizzano dei binari diversi da quelli dei treni locali. I servizi rapidi sono chiamati linea Sōbu Kaisoku (総武快速線?, Sōbu Kaisoku sen). Per la maggior parte del tragitto, questi treni condividono la linea, a eccezione dell'ultimo tratto nella Tokyo centrale: i Sōbu-Kankō continuano sulla linea Chūō, mentre i Sōbu-Kaisoku proseguono sulla linea Yokosuka.
La sezione sottostante descrive i treni a est di Chiba. Per quelli a ovest, si rimanda agli articoli dedicati.

### Espressi limitati
Il Narita Express per la stazione di Aeroporto Narita e lo Ayame per la Chōshi usano la linea principale Sōbu e la linea Narita lungo il loro percorso.
L'espresso limitato Shiosai unisce la stazione di Tokyo con Chōshi.

## Stazioni

### Chiba - Chōshi
- Fermate
  - I treni locali fermano in tutte le stazioni
  - I treni rapidi e rapidi pendolari fermano dove indicato da "●" e passano dove indicato da "｜"
  - Vedi l'articolo per l'espresso limitato Shiosai
- Binari: ∥：sezione raddoppiata; ◇・◆・｜：sezione a binario singolo (◇: incrocio treni possibile; ◆ incrocio treni in sicurezza possibile); ∨： inizio binario singolo
- Tutte le stazioni della tratta sono all'interno della prefettura di Chiba

| Stazione      | Giapponese | Distanza interst. | Da Tokyo | R  | RP | Collegamenti                                                                                             | Binari | Posizione       |
| ------------- | ---------- | ----------------- | -------- | -- | -- | --- | ------ | --------------- |
| Chiba         | 千葉       | -                 | 39.2     | ●  | ●  | ■ Linea Narita ■ Linea Uchibō ■ Linea Sotobō ■ Linea Chūō-Sōbu ■ Linea Sōbu Rapida ● Monorotaia di Chiba | ∥      | Chūō-ku Chiba   |
| Higashi-Chiba | 東千葉     | 0.9               | 40.1     | ｜ | ｜ | | ∥      | Chūō-ku Chiba   |
| Tsuga         | 都賀       | 3.3               | 43.4     | ●  | ●  | Linea 2 (monorotaia di Chiba)                                                                            | ∥      | Wakaba-ku Chiba |
| Yotsukaidō    | 四街道     | 3.5               | 46.9     | ●  | ●  | | ∥      | Yotsukaidō      |
| Monoi         | 物井       | 4.2               | 51.1     | ●  | ｜ | | ∥      | Yotsukaidō      |
| Sakura        | 佐倉       | 4.2               | 55.3     | ●  | ●  | Linea Narita                                                                                             | ∨      | Sakura          |
| Minami-Shisui | 南酒々井   | 4.0               | 59.3     | ｜ |    | | ◆      | Shisui Imba     |
| Enokido       | 榎戸       | 2.9               | 62.2     | ｜ |    | | ◆      | Yachimata       |
| Yachimata     | 八街       | 3.7               | 65.9     | ●  |    | | ◇      | Yachimata       |
| Hyūga         | 日向       | 5.8               | 71.7     | ｜ |    | | ◇      | Sanmu           |
| Narutō        | 成東       | 5.2               | 76.9     | ●  |    | Linea Tōgane                                                                                             | ◇      | Sanmu           |
| Matsuo        | 松尾       | 5.6               | 82.5     |    |    | | ◇      | Sanmu           |
| Yokoshiba     | 横芝       | 4.3               | 86.8     |    |    | | ◆      | Yokoshiba       |
| Iigura        | 飯倉       | 3.8               | 90.6     |    |    | | ｜     | Sōsa            |
| Yōkaichiba    | 八日市場   | 3.1               | 93.7     |    |    | | ◇      | Sōsa            |
| Higata        | 干潟       | 5.1               | 98.8     |    |    | | ◇      | Asahi           |
| Asahi         | 旭駅       | 4.8               | 103.6    |    |    | | ◇      | Asahi           |
| Iioka         | 飯岡       | 2.7               | 106.3    |    |    | | ◇      | Asahi           |
| Kurahashi     | 倉橋       | 2.9               | 109.2    |    |    | | ｜     | Asahi           |
| Saruda        | 猿田       | 2.6               | 111.8    |    |    | | ◇      | Chōshi          |
| Matsugishi    | 松岸       | 5.5               | 117.3    |    |    | Linea Narita                                                                                             | ◆      | Chōshi          |
| Chōshi        | 銚子       | 3.2               | 120.5    |    |    | Ferrovia di Chōshi                                                                                       | ∧      | Chōshi          |